# (14409) 1991 RM1
(14409) 1991 RM1 là một tiểu hành tinh vành đai chính. Nó được phát hiện bởi Robert H. McNaught ở Đài thiên văn Siding Spring ở Coonabarabran, New South Wales, Australia, ngày 5 tháng 9 năm 1991.